# Bo Widerberg

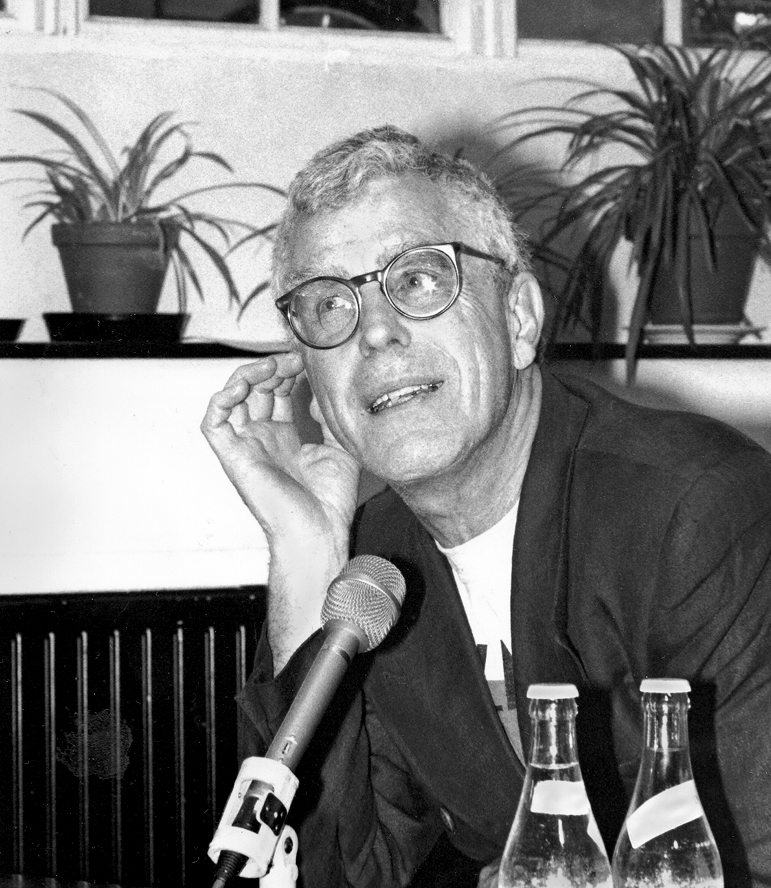
Bo Widerberg 1990.

Gunnar Widerberg, detto Bo (Malmö, 8 giugno 1930 – Ängelholm, 1º maggio 1997), è stato un regista svedese.

## Biografia
Divenne internazionalmente noto per il film Elvira Madigan, ispirato alla storia dell'omonima funambola danese del XIX secolo.
Era il padre degli attori Nina e Johan Widerberg.

## Filmografia parziale
- Kvarteret Korpen (1963)
- Kärlek 65 (1965)
- Heja Roland! (1966)
- Elvira Madigan (1967)
- Adalen '31 (Adalen 31) (1969)
- Joe Hill (1971)
- Fimpen il goleador (Fimpen) (1974)
- L'uomo sul tetto (Mannen på taket) (1976)
- Victoria (1979)
- Mannen från Mallorca (1984)
- Passioni proibite (Lust och fägring stor) (1995)

## Riconoscimenti
Guldbagge
1969 - Miglior regista per Adalen '31
1987 - Candidato a miglior regista per Ormens väg på hälleberget
1996 - Miglior regista per Passioni proibite